# Sanduhr

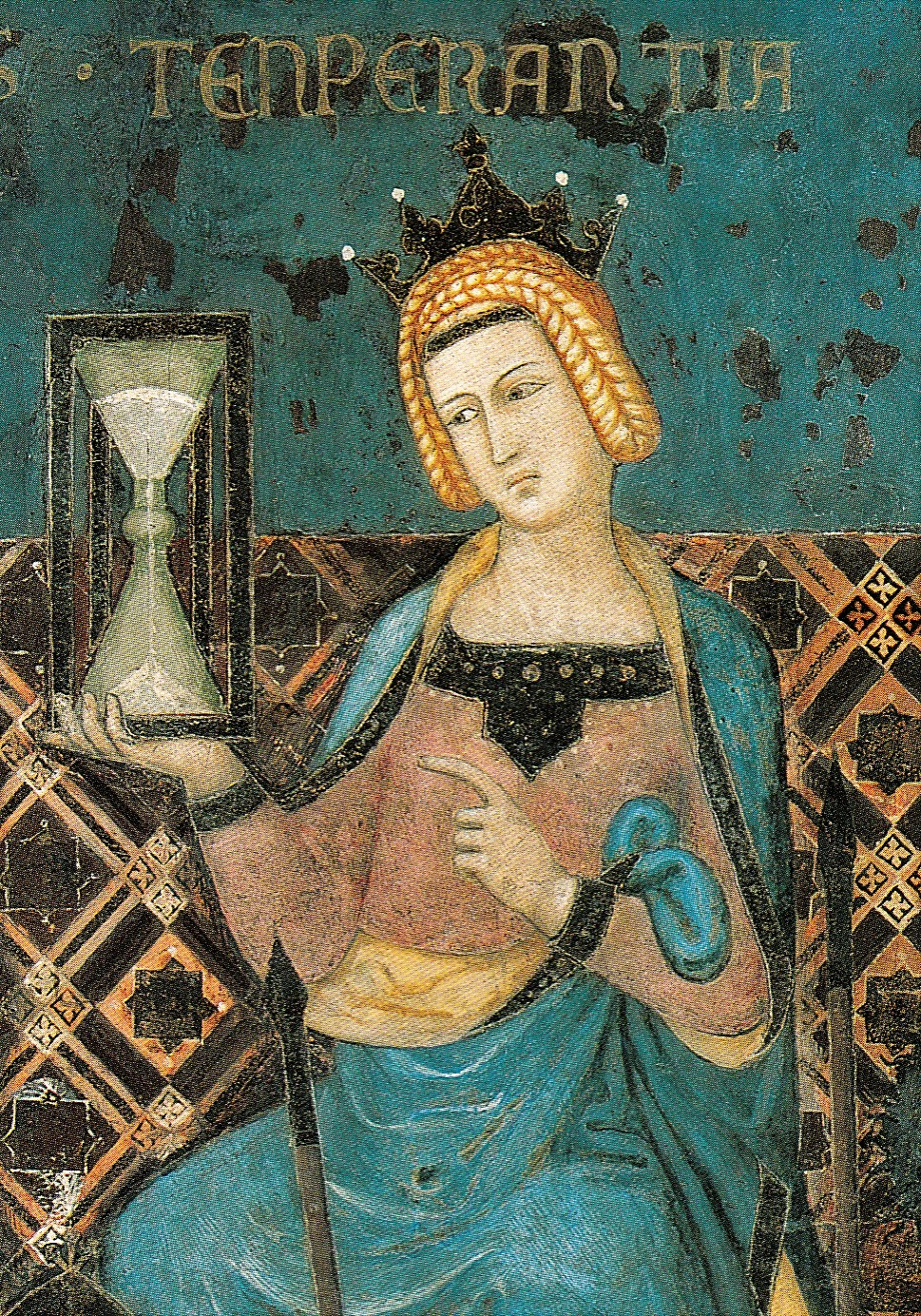
Detail aus Lorenzettis Allegorie der Guten Regierung

Eine Sanduhr (auch: Stundenglas) ist ein einfaches, etwa seit Anfang des 14. Jahrhunderts bekanntes Zeitmessgerät. Seine früheste Darstellung findet sich auf dem 1338 von Ambrogio Lorenzetti erschaffenen Fresko „Allegorie der Guten Regierung“ im Palazzo Pubblico (Siena).
Ausdrücklich erwähnt wird die Sanduhr 1379 in einem Inventarverzeichnis Karls V. von Frankreich. Allerdings verweisen bereits frühere Quellen des 14. Jahrhunderts auf sie als „gläserne Uhren“, die zur Zeitmessung gebräuchlich waren. Auch wenn ihr genauer Ursprung ungeklärt bleibt, ist gesichert, dass die Sanduhr etwa gleichzeitig mit der Räderuhr Verbreitung fand.

## Aufbau einer Sanduhr

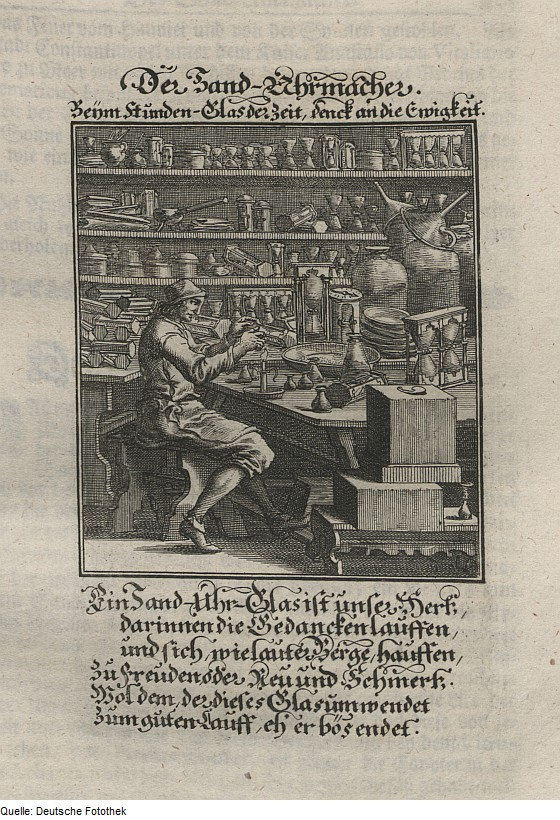
Der Sand-Uhrmacher (1698)

Die ältesten Sanduhren bestanden aus zwei einzelnen Glaskolben, die an ihrem Hals miteinander verbunden waren. Der Sand floss durch eine Lochblende aus Metall, Glas, Glimmer oder Holz von einem Kolben in den anderen. Diese Lochblenden nutzten sich aber durch den Gebrauch der Uhr langsam ab und wurden durch Abrieb geweitet. Dadurch rieselte der Sand schneller durch die Blende und die Laufdauer der Sanduhr verringerte sich. Ab 1750 konnten jedoch Sanduhren aus einem Stück gefertigt werden, bei denen an die Stelle der Lochblende eine haltbare Einengung zwischen den Glaskolben trat. Den Sand füllte man über eine kleine Öffnung im Glasboden ein, die dann z. B. mit Wachs oder mit einem Korken verschlossen wurde. Ab etwa 1800 konnten die Sanduhren durch nachträgliches Verschmelzen der Einfüllöffnung vollständig versiegelt werden.
Sand ist als Füllung für gewöhnlich ungeeignet. Es braucht eine feine Körnung, möglichst homogene Korngröße, möglichst kugelige Kornform und Abriebfestigkeit. Die einzelnen Partikel dürfen nicht verkleben und müssen unempfindlich gegenüber Temperatur- und Luftfeuchtigkeitsschwankungen sein. Im Spätmittelalter wurden neben Marmorstaub und Zinn- oder Bleisand auch feingemahlene Eierschalen verwendet. Aus dem 13. Jahrhundert sind Mischungen für die spezielle Zubereitung des Gemischs bekannt. Er wurde fein gesiebt, gewaschen und klassiert und nach Vorschrift abgekocht. Heute verwendet man zur Füllung sehr feine Glasperlen.
Der Glaskörper der Sanduhr ist sehr empfindlich gegenüber Stößen. Zum Schutz und damit man die Sanduhr aufstellen kann, wird er in eine Halterung montiert. Das Stundenglas auf einem Schiff wird so aufgehängt, dass Schiffsbewegung und ‑neigung die Neigung der Sanduhr so wenig wie möglich beeinträchtigt. Dadurch wird eine lagebedingte Ungenauigkeit der Messung verringert.

## Funktionsweise
Das Funktionsprinzip der Sanduhr ähnelt den aus dem alten Ägypten bekannten Wasseruhren. Aus dem oberen Kolben rieselt das Schüttgut durch eine offene, enge Verbindungsstelle der beiden Glaskolben langsam in den unteren Kolben. Anhand der durchgelaufenen Menge können je nach Größe der Sanduhr Zeitabschnitte zwischen wenigen Sekunden bis hin zu mehreren Stunden gemessen werden.
Das Schüttgut rieselt nur drucklos. Oberhalb der Engstelle lockert es sich  unter dem Einfluss der Schwerkraft, die untersten Körner beginnen frei nach unten zu fallen, lose folgen andere nach. Es bildet sich ein Hohlraum aus, der seitlich bis zur Glasoberfläche des trichterförmigen Zulaufs zur Engstelle reicht. Dieser Trichterwinkel muss deutlich steiler als der Schüttwinkel für die Partikel sein, damit diese dort nicht liegen bleiben können. Der Strom des vereinzelten Schüttguts läuft gegen die anfangs stehende Gasphase, die jedoch mit zunehmendem Fortschritt des Rieselns durch das Schüttgut von unten nach oben gedrängt wird und so geringfügig nach oben zu strömen beginnt. Geschwindigkeitsbestimmend ist ebendieser rieselnde Fall kleiner runder Partikel durch das viskose Gas (trockene Luft), für eine bestimmte Korngröße stellt sich aus dem Gleichgewicht von Schwerkraft und Strömungswiderstand am Partikel eine bestimmte Fallgeschwindigkeit ein. Zusätzlich stellt sich bei geeigneter Ausformung der Engstellen ein bestimmter Durchsatz als dynamischer Gleichgewichtszustand ein, denn zu viele Partikel zugleich erschweren das Durchfallen. Das beständige Strömen des Schüttguts bewirkt auch dynamisch eine gewisse Druckerhöhung im unteren Gasvolumen. Wenn der Kornstrom zuletzt plötzlich endet, werden ein paar extra kleine Körnchen bisweilen sichtbar vom sich unten dann momentan entspannenden Gas ein paar Millimeter nach oben geblasen, bevor auch sie endgültig nach unten verschwinden.

## Gängige Einsatzgebiete

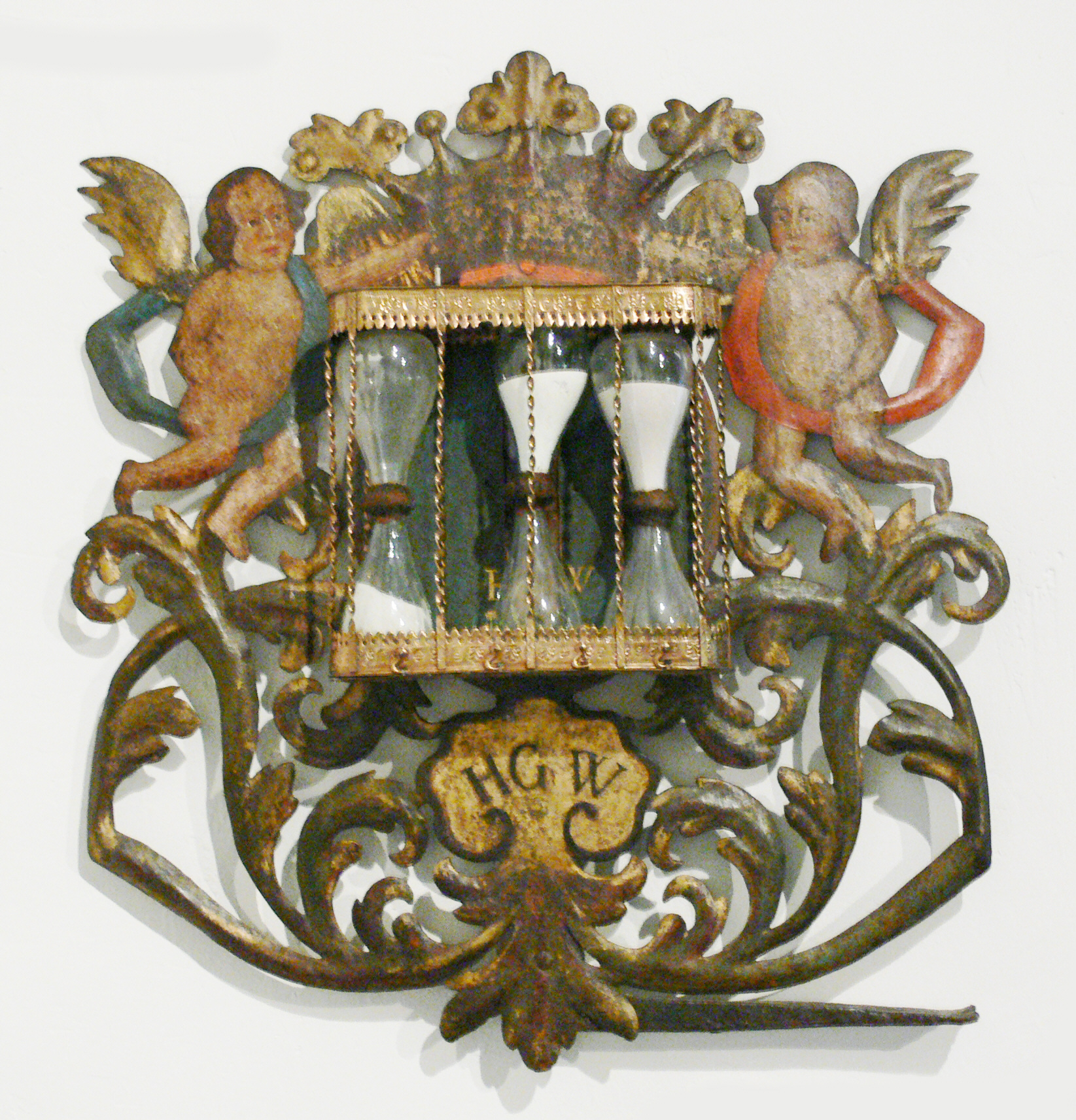
Eine sogenannte Kanzeluhr von 1776 mit den Buchstaben „HGW“. Die an der Kanzel angebrachte Uhr diente dem Pfarrer zur Einhaltung der Predigtzeiten.

### Seefahrt
Neben dem Chronometer war die Sanduhr ein wichtiges Instrument für die Zeitmessung bei der Seefahrt. Ein klassisches Maß sind die 30 Minuten der Glasenuhr der Seeleute. Vier Stunden (acht Glasen) war die übliche Dienstdauer einer Wache. Beim Drehen der Sanduhr wurde die Schiffsglocke für jede volle Stunde seit Beginn der Wache zweimal geschlagen (Doppelschlag), für halbe Stunden kam ein einfacher Schlag hinzu. Vier Doppelschläge bedeuteten die Wachablösung.
Die Sanduhr fand zusätzlich Einsatz bei der Bestimmung der Geschwindigkeit von Schiffen relativ zum Gewässer. Da bei der Zeitmessung zusätzlich ein Log ins Wasser geworfen wird, wird diese spezielle Sanduhr auch Logglas genannt.
Da sich Sanduhren im Laufe der Zeit durch Reibungseffekte zwischen Schüttgut und Glas abnutzen, verändern sie auch in der Regel ihre ursprüngliche Dauer um einige Minuten. Aus diesem Grund wurden kleine Sanduhren auf Schiffen auch Läufer genannt.

### Medizin und Gesundheit
Von Ärzten und in der Krankenpflege wurden früher (gelegentlich noch heute) kleine Sanduhren mit einer Laufzeit von 15 Sekunden zum Messen des Pulses verwendet. Diese Pulsuhren (meist in bruchschützender Metallhülse und mit einem Clip nach Art eines Kugelschreibers in der Kitteltasche zu tragen) sind auch heute noch (Stand 2017) in jeder Apotheke erhältlich. Für Kinder gibt es Sanduhren, die die Zeit zum Zähneputzen vorgeben. In Saunen gibt es Saunasanduhren (15 Minuten mit 5-Minuten-Einteilung).

### Kostenkontrolle
In den 1980er Jahren kamen Telefonsanduhren mit einer Laufzeit von acht Minuten auf den Markt, um den Menschen ein Gefühl für die Länge des im Ortstarif neu eingeführten Zeittaktes zu geben (bis 1979 kostete ein Ortsgespräch bei der Deutschen Bundespost, unabhängig von der Dauer, stets nur eine Gebühreneinheit).

## Die größten und die kleinsten Sanduhren

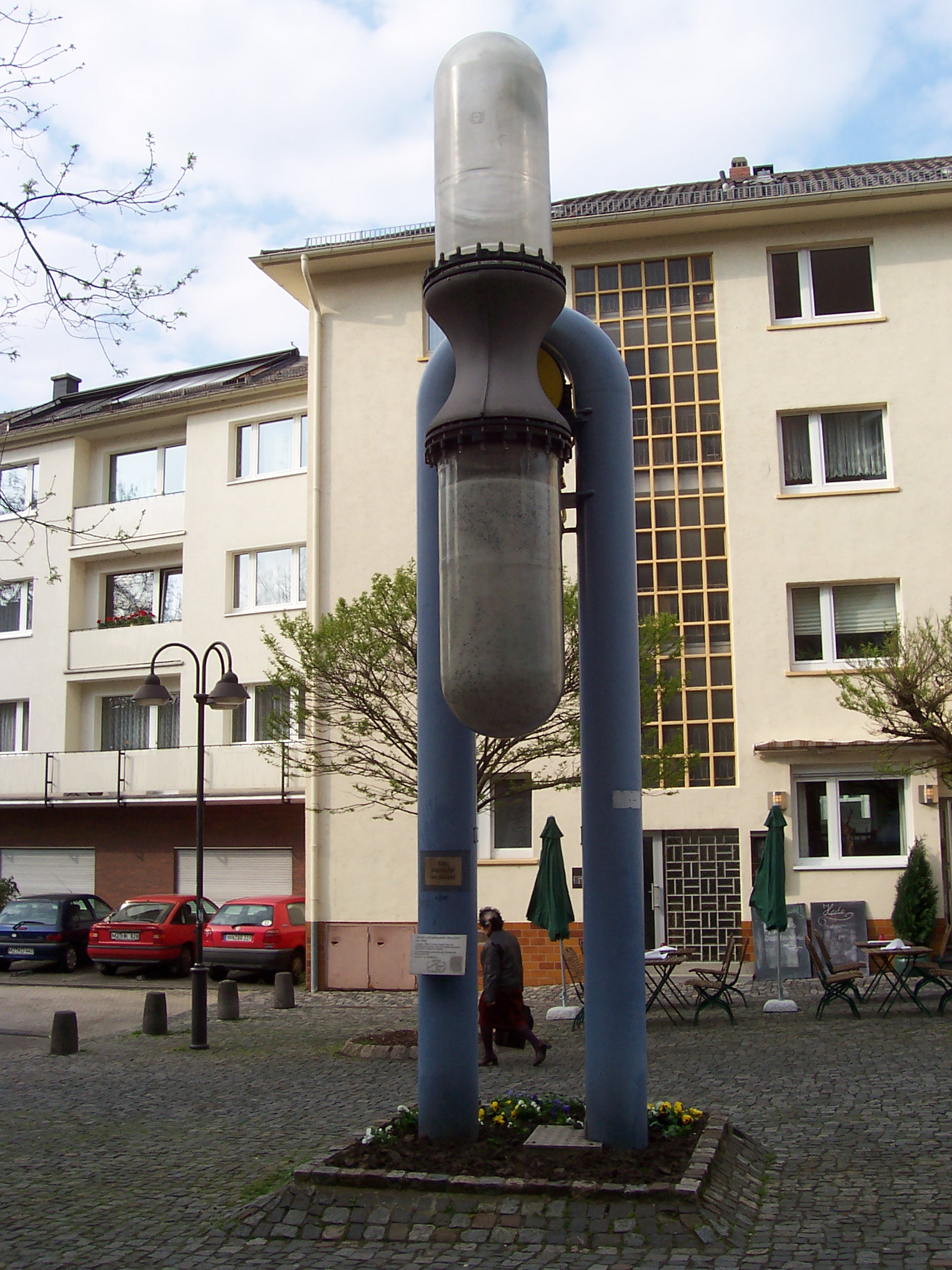
Eine der größten Sanduhren steht in Mainz.

Für die Laufzeit einer Sanduhr ist nicht unbedingt ihre Größe ausschlaggebend. Beträgt ihre Laufzeit allerdings mehrere Tage oder Wochen, muss sie sehr groß sein. Zwei solcher Riesen sind das Zeitrad in Budapest und die Sanduhr im Sandmuseum der japanischen Stadt Nima. Mit einer Höhe von acht und sechs Metern und einer Laufzeit von jeweils einem Jahr gehören sie weltweit zu den größten Zeitmessern. Ein weiterer Gigant stand im Juli 2008 im Rahmen eines Marketingevents auf dem Roten Platz in Moskau. Mit einer Höhe von 11,90 m und einem Gewicht von 40 Tonnen handelte es sich vermutlich um das größte Stundenglas der Welt. 
Im Gegensatz dazu misst die kleinste Sanduhr der Welt nur eine Höhe von 2,4 cm. Sie wurde 1992 in Hamburg angefertigt und benötigt für einen Durchlauf etwas weniger als 5 Sekunden.

## Paradoxe Sanduhren

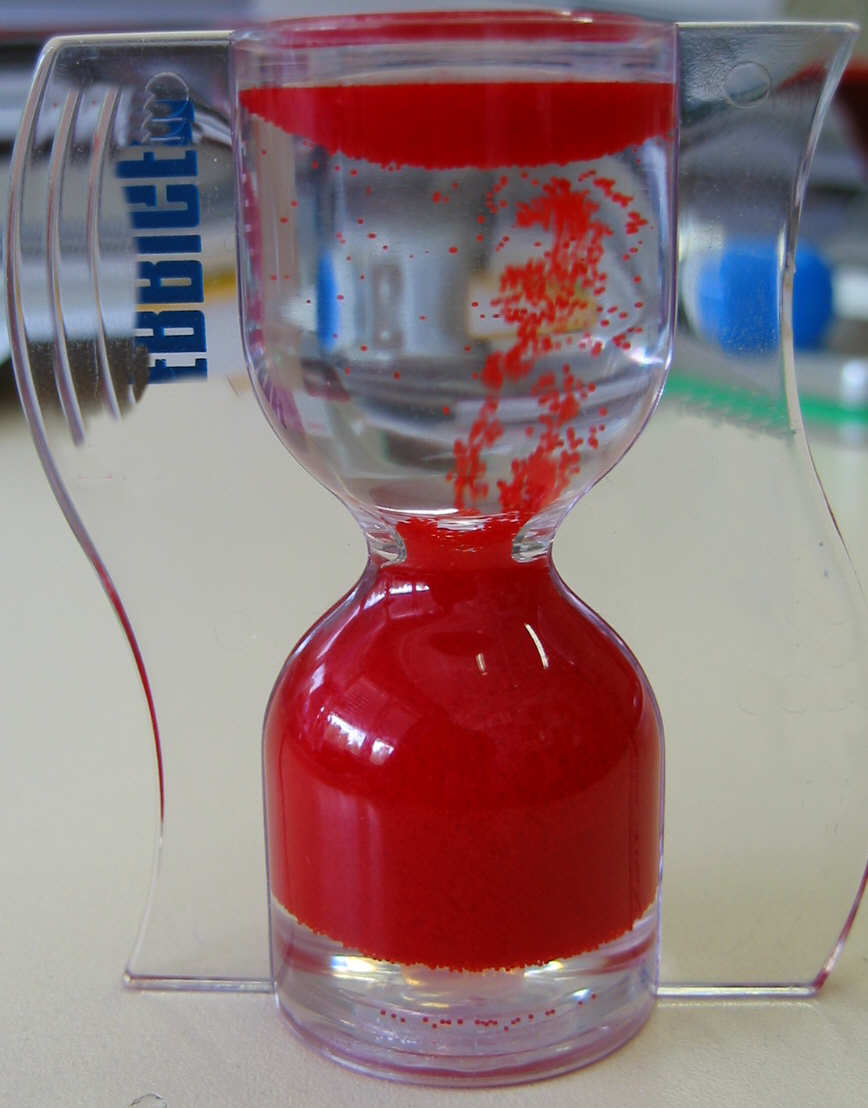
Paradoxe Sanduhr

Es gibt auch absurde oder paradoxe Sanduhren, bei denen, wie im Bild, nach dem Stürzen des Doppelkolbens eine spezifisch leichtere Flüssigkeit, die, weil optisch dunkel und opak eingefärbt, jedoch subjektiv „schwerer“ wirkt, in einer wasserklar durchsichtigen leicht erscheinenden, jedoch in Bezug auf die Schwerkraft dichteren Flüssigkeit nach oben fließt. Die leichte Flüssigkeit kann auf Paraffinöl basieren, das sich mit der Wasserphase nicht mischt, der Strahl kann turbulent schwänzelnd sein, je nach Konstruktion und Viskositätsverhältnissen auch tröpfelnd, der gleich große Gegenstrom des transparenten, schweren Wassers nach unten ist dagegen kaum wahrzunehmen.
Eine solche paradoxe Sanduhr kann prinzipiell auch mit luftgefüllten Glaskugeln als Schwimmkörper gefüllt sein. Bei allgemein größerer Transparenz sind die Kugeln, die wiederum teilweise mit gefärbtem Wasser gefüllt sein können, durch ihre Wandreflexe gut sichtbar. Hier meint man, dass feste Körper eher sinken sollten und freut sich am Aufschwimmen Stück für Stück durch die Engstelle.

## Die Sanduhr in der Bildenden Kunst und Literatur
In der Kunst erscheint die Sanduhr zuerst 1338 in einem Fresko-Gemälde von Ambrogio Lorenzetti im Rathaus zu Siena. Im 16. Jahrhundert wurde sie oft als Vanitas-Symbol dargestellt, als Sinnbild für Vergänglichkeit und Tod (Todessymbolik). Ein kunsthistorisch bedeutendes Beispiel sind die Totentanz-Holzschnitte (1538) von Holbein dem Jüngeren.
Ernst Jünger verfasste unter dem Titel Das Sanduhrbuch (1954) eine Monografie über die kunsthistorische und philosophische Bedeutung der Sanduhr als Symbol. In den Scheibenwelt-Romanen des britischen Fantasy-Schriftstellers Terry Pratchett verwaltet Gevatter Tod in einem Saal seines dunklen Anwesens hohe Regale voller Sanduhren, die für die Leben der Menschen auf der Scheibenwelt stehen.
Auf dem Cover des Albums Piece Of Time der amerikanischen Death-Metal-Band Atheist von 1990 ist eine Sanduhr abgebildet, in deren unterer Glashälfte Stonehenge zu sehen ist.

## Die Sanduhr als Symbol der Vergänglichkeit

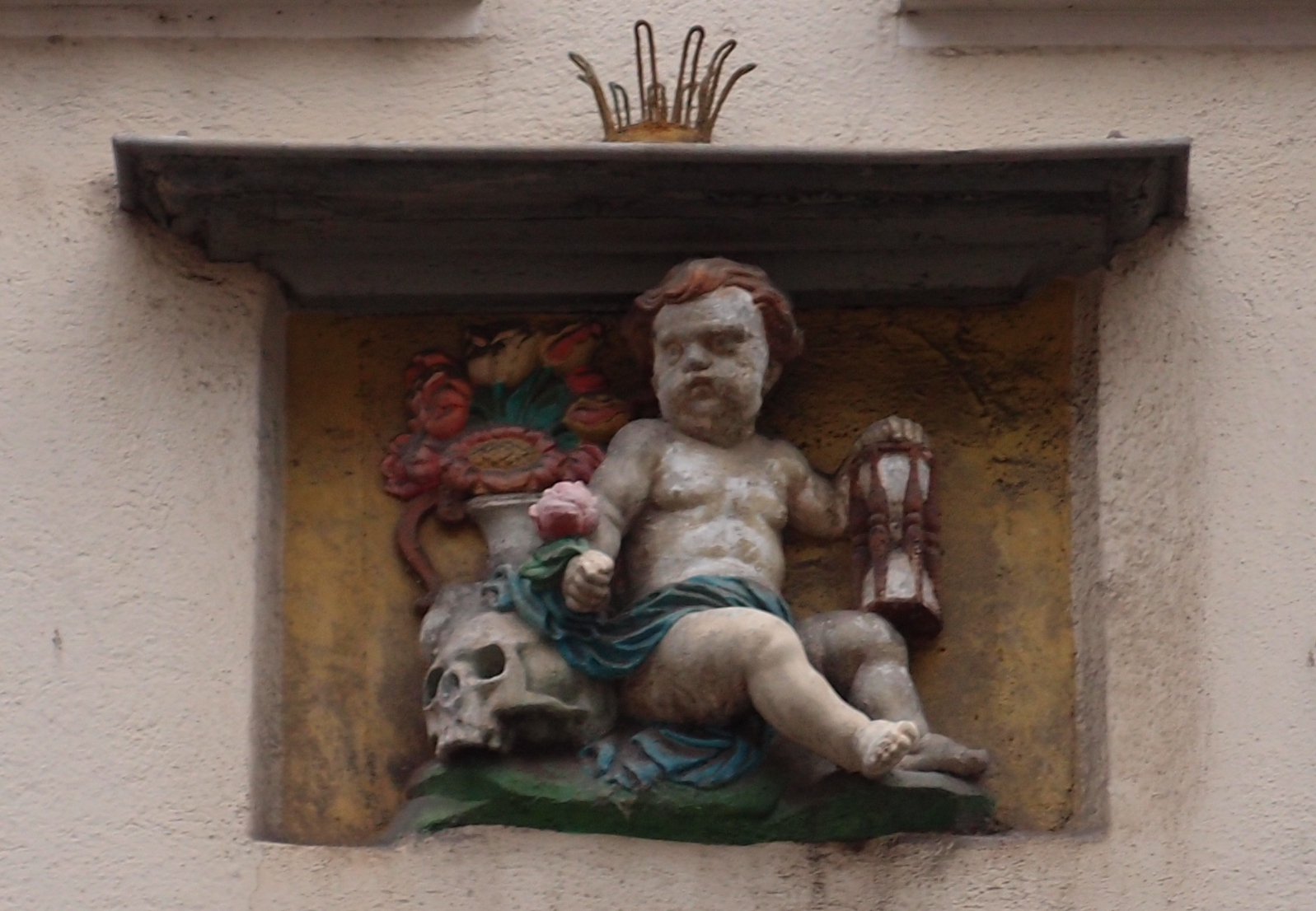
Sanduhr als Symbol der Vergänglichkeit, Altstadt Zürich

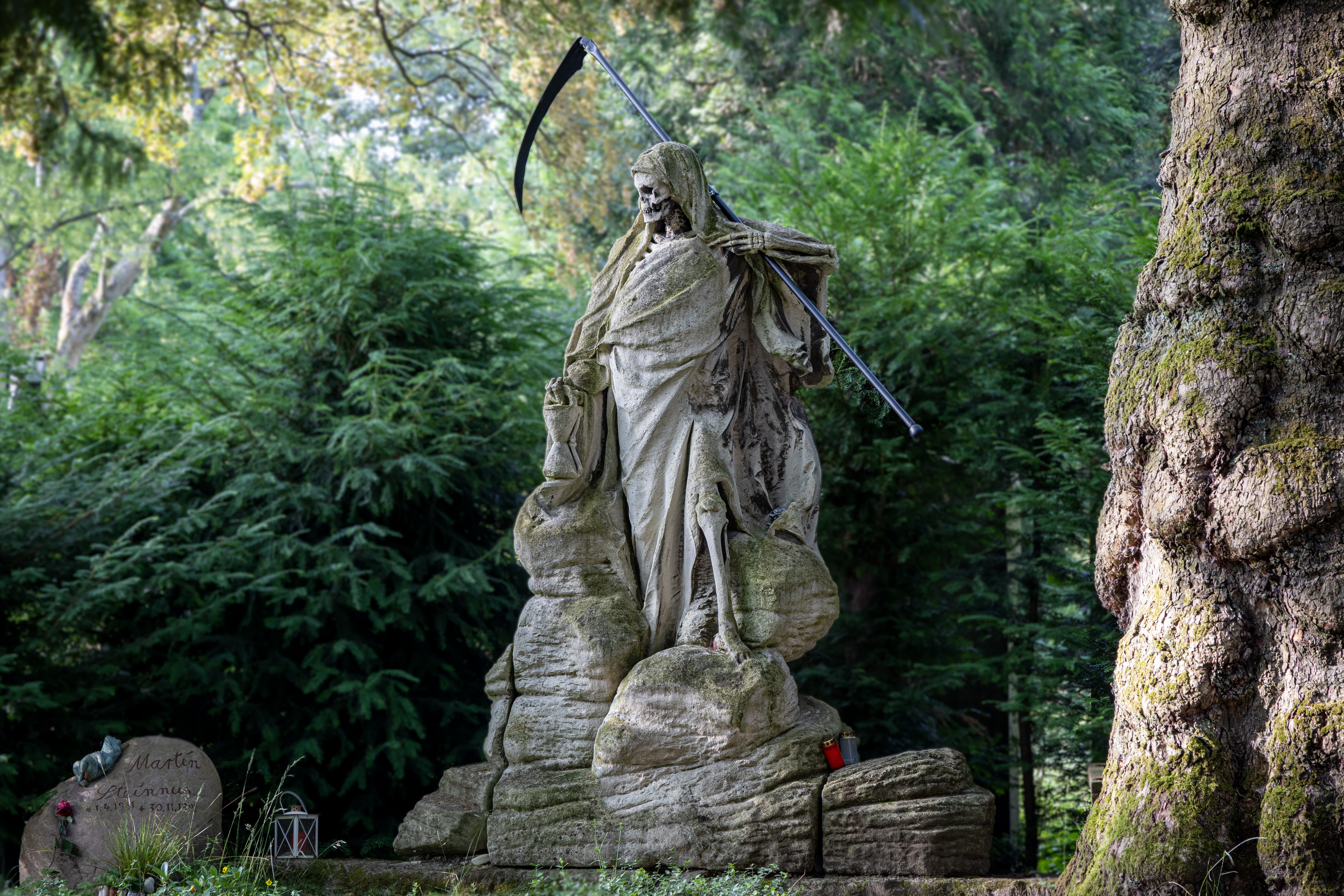
Der Sensenmann, ein Wahrzeichen des Melaten-Friedhofs

In künstlerischen Darstellungen und als dekorativer und funktioneller Gegenstand in Wohnräumen mahnt die Sanduhr daran, dass das Leben kurz ist und dass der Mensch seine wie der Sand verrinnende Zeit sinnvoll nutzen sollte. Sie ist in der Archetypenlehre im Sinne von Carl Gustav Jung ein archetypisches Symbol für die Vergänglichkeit alles Irdischen, in abendländischer Tradition auch Vanitas genannt.

## Sonstige Bedeutung des Sanduhrsymbols

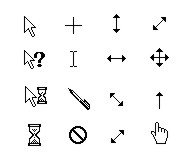
Cursor des Windows-Betriebssystems. Das Stundenglas zeigt einen Rechenprozess.

Die Sanduhr bei grafischen Benutzeroberflächen wurde erstmals beim Apple Lisa im Jahre 1983 eingeführt. Ein sanduhrförmiger Mauszeiger symbolisierte nach Drücken der Eingabetaste, dass der Computer den eingegebenen Befehl gerade abarbeitet und deshalb weitere Eingaben in die Warteschlange stellt oder nicht berücksichtigt. Der Nutzer musste daher warten, bis er wieder eine Eingabe machen konnte. Das Betriebssystem GEOS verwendete das Symbol einer Armbanduhr.
Die Sanduhr war in ersten Versionen von Windows bis einschließlich Windows 2000 und Windows Me das Symbol für einen ausgelasteten Computer. Das Stundenglas ohne Mauszeiger bedeutete, dass keine weiteren Eingaben akzeptiert werden, weil der Computer voll ausgelastet ist. Die Verfügbarkeit von Mehrkernprozessoren ermöglichte die Abarbeitung von Aufgaben parallel zur Eingabe, sodass die Sanduhr heute häufiger neben einem weiterhin eingabebereiten Mauszeiger zu sehen ist.
In den Benutzeroberflächen von Apple wurde die Sanduhr durch einen rotierenden bunten Ball abgelöst, nachdem der Konzern NeXT übernommen hat, dessen Betriebssystem NeXTSTEP dieses Symbol verwendete.